# Црни Церак
Црни Церак српска је треп музичка група. Назив је добила по Цераку, делу града Београда, у коме живе њени чланови.

## Чланови
- Реља Деспотовић — Секси (репер, текстописац)
- Ђорђе Бибић — Биба (репер, текстописац)
- Андрија Ђорђевић — Бандра (репер, текстописац)
- Миљан Рогошић — Армани (лат. "Ourmoney") (репер, текстописац)

## Историја

### 2021: Настанак иЈужни ветар
Године 2021. објављују прве песме под именом Црни Церак.
Песма "CC #2" искориштена је као службена песма серије Јужни ветар. Текст песме писали су Секси, Биба и Армани.

### 2022: Наступи на музичким фестивалима
Године 2022. објављују четири нове песме, укључујући песму "Џунгла од бетона" снимљену са Растом.
По први пут наступају на већим музичким фестивалима и Србији и Црној Гори, укључујући Exit, Sea Dance и Belgrade Music Week. На Exit фестивалу имали су два наступа — један на главној бини у склопу промоције нових реп и треп извођача и други самостални на Gang Beats бини.

## Дискографија

### Албуми

#### Ко је Црни Церак?
- "CC #4" (2024)
- "На Ноге" (са Лацкуом, 2024)
- "Public Enemies" (2024)
- "Trigger" (2024)
- "Paris Flow #4" (2024)
- "Длан" (2024)
- "Viva La Geng" (са Короном, Римским, 2024)
- "Жрла Фрла" (са Нелоем, Цунамијем, 2024)
- "Слушај Причу" (са ТХЦФ, 2024)
- "El Niño" (2024)
- "Interlude" (2024)
- "Only Fans" (2024)
- "Дан и Ноћ" (са Цобијем, 2024)

### Синглови
- "CC #1" (2021)
- "CC #2" (2021)
- "CC #3" (2022)
- "На граници" (2022)
- "CCURI" (2023)
- "Fortnite" (2023)
- "Прва Класа" (2024)

### Сарадње
- "Џунгла од бетона" (са Растом, 2022)
- "CC#NE4" (са Ризом и Цертијем, 2021)
- ”30CC” (са 30зоном [], 2022)
- "Паре паре" (са Лацкуом)
- "Ролекс" (са Девитом)